# D.C.P.K. 〜ダ・カーポーカー〜
『D.C.P.K. 〜ダ・カーポーカー〜』は、CIRCUSから発売されたアダルトゲームソフト。

## 概要
（出典：）
初回限定版が2008年（平成20年）2月29日、通常版が2008年（平成20年）3月28日に発売された。『D.C. 〜ダ・カーポ〜』シリーズ・『D.C.II 〜ダ・カーポII〜』シリーズのファンディスクで、シリーズ作品に登場する主人公やヒロインがポーカーをプレイする内容となっている。

## 登場人物
（出典：）
ピックアップされているヒロインは、『D.C.』シリーズの朝倉音夢、白河ことり、天枷美春、胡ノ宮環、紫和泉子の5人と、『D.C.II』シリーズの朝倉音姫、朝倉由夢、白河ななか、天枷美夏、雪村杏、月島小恋の6人、計11人である。
これらのキャラ以外に芳乃さくらや杉並、板橋渉や花咲茜、本作オリジナルキャラクターの椎恋などが登場する。ただし、渉と茜の二人はポーカー中のボイスはない。また、登場キャラクターは全てどちらのルートにも登場する。
CircusのPCソフト『エターナルファンタジー』よりロコモコが登場しているが、名前は「うさ耳店員」でありエンドロールでもロコモコとは表示されていない。ポーカー中には他にも過去のCircusのPCソフトに登場したキャラクター達がゲスト出演している。
椎恋（しいれん）
声：榊原ゆい
オリジナルキャラクター。語尾を疑問形にするのが特徴。ネコミミと猫の尻尾がついている。

## 内容
（出典：）
ある日突然見知らぬ世界へ飛ばされた主人公とヒロインたちは、元の世界へ戻るためはぐれた仲間を探しながらポーカーゲームをしていく。
プレーヤーは主人公を朝倉純一（『D.C.』ルート）、桜内義之（『D.C.II』ルート）から選択する。

### FCB（フォースカードバトル）
タイトルの通り、本作は通常のアドベンチャーパートの間にポーカーをしながら話を進めて行く。ポーカー自体は「テキサス・ホールデム」のルールに則って行われるが、賭けに使われるものは、さくらチップとフォースカード（詳細は後述）の2種類あり、前者は「賭けポーカー」、後者は「FCB」（フォースカードバトル）と呼ばれる。
FCBと賭けポーカーの違いは、賭けに出されたものが全て勝者に向かうか否かにある。賭けポーカーは通常通り、賭けに出されたさくらチップが全て勝者に向かうが、FCBは持ち主が勝者以外の賭けに出されたフォースカードがその対戦中には使えなくなる。負ければその分だけフォースカードが消費されていくため、通常の賭けポーカーよりも勝負がつきやすい。また、プレイヤーはバトルデッキに入れた枚数だけフォースカードを出せるが、CPUはポイント制になっており、出したフォースカードの合計レベル分だけポイントを消費することとなる。ストーリー上では基本的にこのFCBで対戦を行い、さくらチップを稼ぐ時やおまけモードの対戦の時などには賭けポーカーが行われる。
賭けポーカーは全ての対戦者が持つさくらチップを0にすれば勝利だが、FCBは基本的にトップランカーと呼ばれる者（対戦画面で上に存在するキャラ）のポイントを0にすれば勝利できる。ただし、『D.C.II』ルートでは何故か全ての対戦で全員のポイントを0にしなければ勝利できない（D.C.ルートは最後の2回だけ）。また、劇中で公式戦と言われているためか、FCBはプレイヤーも含め6人のフルメンバーで対戦するのが基本だが、『D.C.II』ルートは最後の1回を除き、3,4人（プレイヤー含む）での対戦となっている。

### フォースカード
フォースカードとは、舞台となる「王都」の通貨であるさくらチップ数枚によって生み出されるカードであり、レベル1からレベル4の4種類とSP（スペシャル）カードを合わせた計5種類が存在する。ただし、フォースカードを生み出せるのは女性のみであり、さらにはレベルごとにとある条件が必要となる。なお、レベル1以外のフォースカードには賭けに出した際に特殊な効果を発揮する。SPカードは名前の通り特別であり、さくらチップから生み出すものではない。また、レベル1からレベル4のフォースカードとは違って全部で11種類（ヒロインの数）あり、それぞれ違う効果を発揮する。これらのフォースカードを上手く使って勝利するのがFCBである。
以下は各フォースカードの説明である。
レベル1
カードの色は青。1枚につき3枚さくらチップを消費する。条件は誰か（異性）の役に立ちたいという願い。付加効果はなし。
レベル2
カードの色は黄。1枚につき5枚さくらチップを消費する。条件は誰か（異性）の側にいたいという思い。レベル1の2枚分の力を持つ。付加効果はレイズ不可。このカードが出されたターンはレイズができなくなる。レベル3かレベル4のカードを出した場合は解除される。
レベル3
カードの色は緑。1枚につき10枚さくらチップを消費する。条件は誰か（異性）への感謝の気持ち。レベル1の3枚分の力を持つ。付加効果は強制コール。このカードが出されたターンはレイズやフォールドができなくなる。ただし、プレイヤーはコールができずレイズができる場合、強制レイズとなる。レベル2かレベル4のカードを出した場合は解除される。
レベル4
カードの色は赤。消費するさくらチップの枚数は不明。条件は異性への形ある愛の証。レベル1の4枚分の力を持つ。付加効果は特殊無効。レベル2とレベル3の効果を打ち消すことができる。
SPカード
レベル1の5枚分の力を持つ。スペシャルカードは異性の想いそのものと言われており、フラグを立てたヒロインのスペシャルカードが手に入る。他のフォースカードと違ってゲームクリア後も引き継ぎが可能であり、次の週で使うことが可能。付加効果にはヒロインの持つ力を上手く表現しているものもある。一部のSPカードはヒロイン本人が使用することがある。劇中ではさくらのSPカードも存在しているが、実際にポーカーで使われることはない。
音夢
手札を1枚交換できる。
ことり
誰か1人の手札を見抜く。
美春
誰か1人を強制的にフォールドさせる（ただし、トップランカー相手には無効）。
環
次の場札を予知できる。
和泉子
場札のどれか1枚をランダムで交換できる。
音姫
レイズ+10の効果。
由夢
次の場札のマークを指定できる。
ななか
指定した相手の手札を一枚見抜く。
美夏
レイズ+7の効果。
小恋
賭けられているフォースカードをすべて破棄できる。
杏
不特定に誰かの手札の数字を見抜く。

## スタッフ
（出典：）
- 原画：たにはらなつき、ちのちもち、みつまむ、秋蕎麦、かゆらゆか、天羽まり、かどつかさ

## 主題歌
オープニングテーマ「恋のロイヤル☆ストレートフラッシュ」
作詞・作曲：Cy-Rim rev.、編曲：東タカゴー、歌：Cy-Rim rev.
テーマ曲「ひとひらハート」
作詞・作曲：佐藤ひろ美、編曲：上松範康、歌：矢田みこ
『D.C.』ルートエンディング曲&挿入歌「僕らの場所へ」
作詞：Heco、作曲・編曲：CAS、歌：加瀬愛奈
『D.C.II』ルートエンディング曲&挿入歌「君の空に」
作詞：Heco、作曲・編曲：CAS、歌：愛乃
グランドエンディング曲「ただ今だけを、ずっと…」
作詞：雨野智晴、作曲：SYUN、編曲：CAS、歌：miru

## 関連商品

### CD
『恋のロイヤル☆ストレートフラッシュ』
オープニングテーマを収録したシングル。PBCS-0002
『D.C.P.K. 〜ダ・カーポーカー〜 ボーカルアルバム』
主題歌5曲、およびボーナストラック「にじいろ」（作詞：Heco、作曲：Corey（Corey&Carter）、歌：Heco）を収録。PBCA-0003